# Saillans (Drôme)

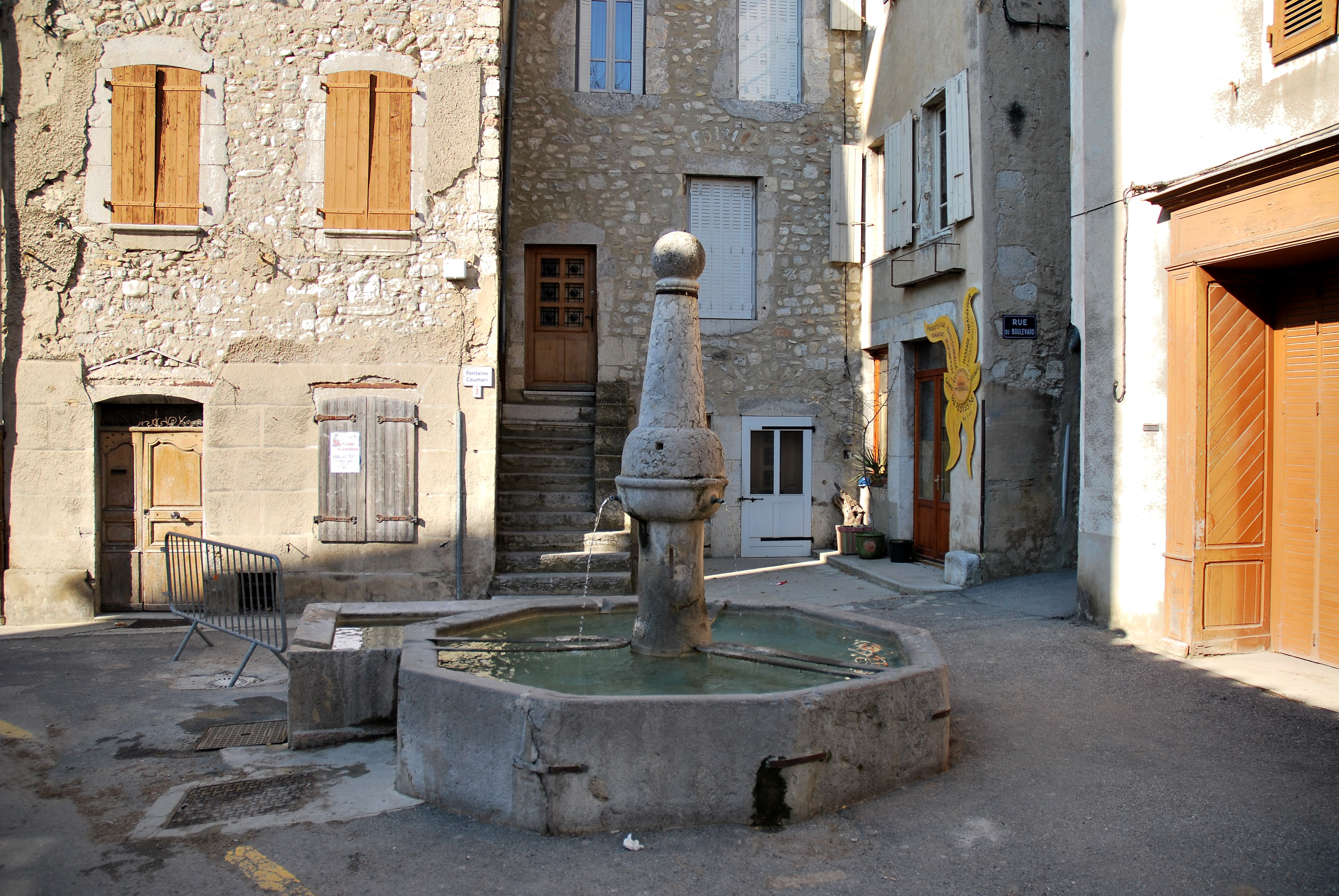
Fontanna na starówce, 2009

Saillans – miejscowość i gmina we Francji, w regionie Owernia-Rodan-Alpy, w departamencie Drôme, nad rzeką Drôme.
Według danych na rok 1990 gminę zamieszkiwały 872 osoby, a gęstość zaludnienia wynosiła 59 osób/km² (wśród 2880 gmin regionu Rodan-Alpy Saillans plasuje się na 855. miejscu pod względem liczby ludności, natomiast pod względem powierzchni na miejscu 784.).